# Стопански факултет (Софийски университет)
Вижте пояснителната страница за други значения на Стопански факултет.
Стопански факултет на Софийски университет е факултетът, в който се изучават бизнес администрация (стопанско управление) и икономика.

## История
Стопанските науки са представени още в първото Висше училище в София, когато в открития през 1892 г. Юридически отдел започва изучаването на политическа икономия, финансова наука и статистика. След преименуването през 1904 г. на Висшето училище в Български университет преподаването по стопански науки продължава в съществуващия вече Юридически факултет. След 1923 г. се създават по-добри условия за развитие на университетското образование. Постепенното преодоляване на следвоенната стопанска криза дава възможност за раздвижване на стопанския живот в страната. Създават се и по-добри икономически предпоставки за развитието на науката и образованието. Стопанското оживление засилва необходимостта от повече стопански, административни и педагогически кадри.
Запазените документи и материали, свързани с равнището на обучение в Софийския университет през 30-те години на ХХ в. оставят впечатление за постоянен стремеж за актуализиране на учебните структури, програми и планове в различните факултети. Един от примерите в това отношение е откриването на Държавно-стопански отдел в рамките на Юридическия факултет през 1938 г., което съвпада с 50-годишнината от създаването на Софийския университет. В Държавно-стопанския отдел се изучават редица модерни дисциплини: теоретична политическа икономия, теоретична статистика, стопанска история, стопанска политика, държавно стопанство и др. Тяхното включване в учебния план свидетелства за постоянно будния поглед на факултетното ръководство към последните научни достижения на социалните науки и на тяхната вътрешна диференциация. Налице е и стремеж да се търсят интеграционните възможности в науката. Държавно-стопанският отдел е в постоянни научни контакти със създадения през 1934 г. Статистически институт за стопански проучвания към Университета и така прави крачка напред в развитието на академичната икономическа мисъл.
Съществени промени в развитието на университетското образование настъпват след 1944 г. Приет е Закон за висшето образование, който променя основно структурата на СУ. Според новия закон Държавно-стопанския отдел при Юридическия факултет се обединява с Държавното висше училище за финансови и административни науки и се обособява самостоятелен Факултет за стопански и социални науки към университета. Интересът към новообразувания факултет е голям. За учебната 1947/1948 г. Стопанският факултет има най-голям брой студенти в Софийския университет. Още през първата година на своето самостоятелно съществуване факултетът подготвя и издава свой Годишник, в който се публикуват статии и специални изследвания на преподавателския състав, както и на изявени сътрудници.
Реформите в Софийския университет съобразно Закона за висше образование продължават в периода 1950 – 1951 г. През 1951 г. Стопанският факултет е закрит, а се възстановява самостоятелността на Държавното висше училище за финансови и административни науки под името Висш икономически институт , който две години по-късно приема името „Карл Маркс“.
Съвременният Стопанският факултет при Софийския университет е създаден с решение на Академичния съвет от 16 май 1990 г. Това по същество означава продължение на неговото развитие, прекъснато за период от 40 години. Първият курс студенти е приет през есента на 1991 г.
На 5 юни 2023 г. Стопански факултет получава акредитация от AMBA, с което получава признание, че е сред водещите 300 бизнес училища в света, предлагащи MBA програми. MBA програмата на Стопански факултет започва като съвместна магистърска програма (Master of Economics and Management) на СУ "Св. Климент Охридски" и Erasmus Rotterdam School of Economics към Erasmus University в Нидерландия през 1994 г. 

## Специалности
В Стопанския факултет студентите се обучават в три специалности:
- Икономика и финанси (английска или френска програма)
- Бизнес администрация (английска, френска или немска програма)
- Счетоводство, финанси и дигитални приложения (на английски език)

Обучението е двустепенно. При завършването му студентите получават следните образователно-квалификационни степени:
- Бакалавър по икономика и финанси
- Бакалавър по стопанско управление
- Магистър по икономика и финанси
- Магистър по стопанско управление

Стопанският факултет дава възможност и за придобиване на образователна и научна степен доктор.

## Партньорство с бизнеса и нестопански организации
През 2004 г. възпитаници на факултета и преподаватели учредяват Сдружение на завършилите Стопанския факултет на СУ "Св. Климент Охридски" - FEBA Alumni Club. Сдружението осъществява дейност в обществена полза.
В Стопанския факултет работят няколко студентски организации:
- Бизнес клуб - СУ "Св. Климент Охридски"
- AIESEC
- Клуб "Спектър"

Стопанският факултет партнира с международни и национални компании и институции за осъществяването на образователни, научни и консултантски проекти. Актуален списък на партньорствата е публикуван в страницата на Стопанския факултет.
Чрез Стопанския факултет, СУ "Св. Климент Охридски" членува в международни и национални бизнес асоциации, мрежи и инициативи, сред които:
- OECD INFE - Международна мрежа за финансово образование на ОИСР
- UNGC (UN Global Compact) и Българска мрежа на глобалния договор на ООН
- PRME - Principles of Responsible Management Education
- Green Finance & Energy Centre
- EuroFM - Европейска фасилити мениджмънт асоциация
- Индустриален клъстер "Средногорие"
- Индустриален клъстер "Електромобили" (ИКЕМ)
- АИБЕСТ - Асоциация за иновации, бизнес услуги и технологии
- Българска фасилити мениджмънт асоциация (БГФМА)